# Znak města Loun
Znak Loun, českého města v Ústeckém kraji, je, spolu s vlajkou a pečetí, jedním ze symbolů města.
Znak je tvořen modrým štítem se stříbrnou, dvakrát zalomenou hradbou s cimbuřím, na jejíž každé zalomené, šikmé části stojí věž s cimbuřím a červenou jehlancovou střechou a v jejímž středu je otevřená brána s vytaženou zlatou mříží. Mezi věžemi je červený štít se zlatou šesticípou hvězdou a zlatým dorůstajícím půlměsícem.
Tento znak město přijalo pravděpodobně před rokem 1462 během husitských válek zasazením totožné kompozice z městského pečetidla do štítu.

## Historie

### Hypotetický původní nedochovaný znak

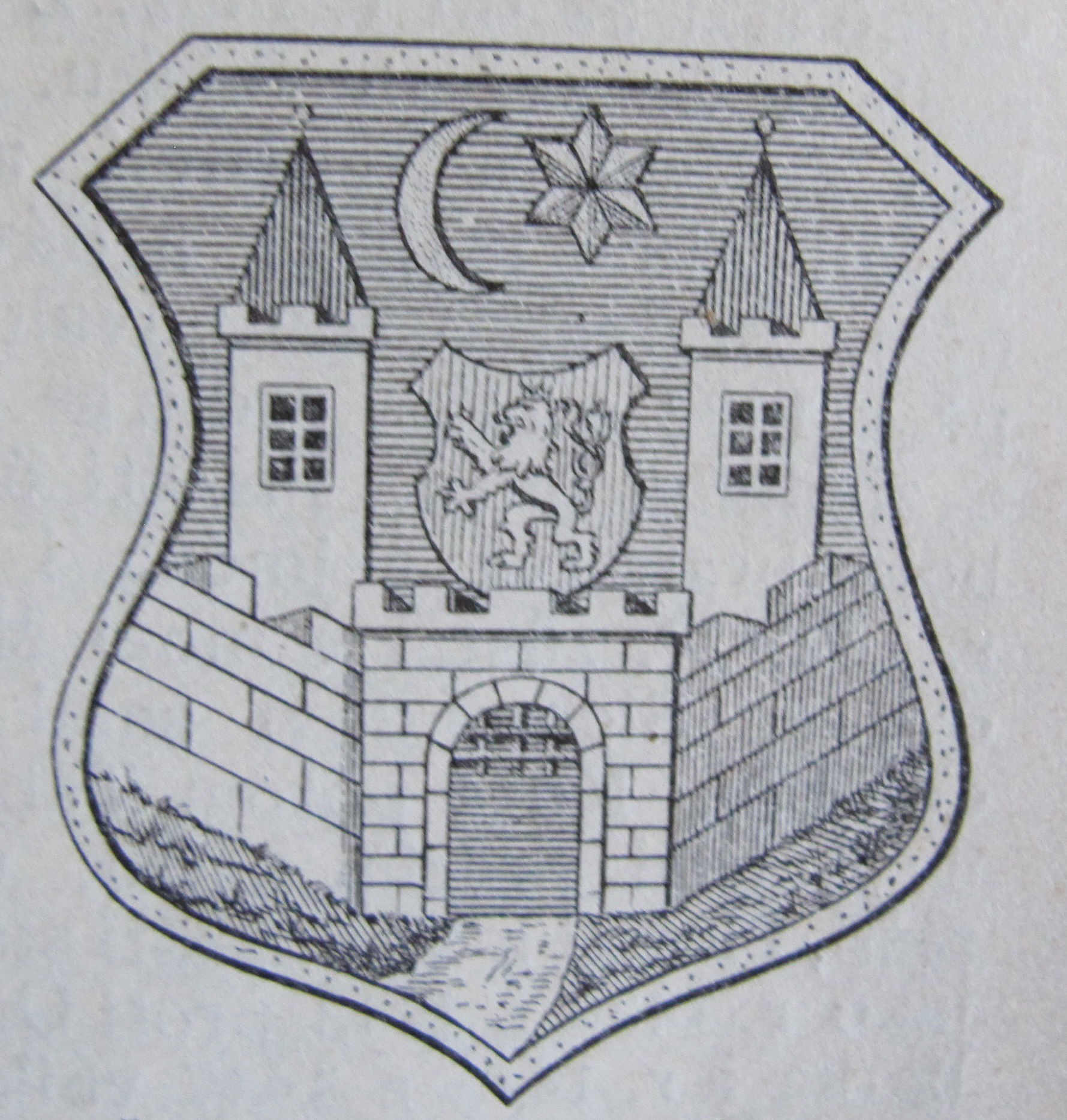
Znak města Písku z přelomu 19. a 20. století v Ottově slovníku naučném; původnější verze tohoto znaku nabízely možnost záměny se znakem lounským

Zjistit, kdy vznikl první městský znak, je velice obtížné a lze důvodně předpokládat, že jeho podoba nebyla s obrazem na nejstarší městské pečeti, tedy s novodobým znakem města, totožná. V době prvotní fáze formování lounského znaku určovala města své figury ve znameních a znacích podle svého citu a mohlo docházet k vytváření podobných znamení, která potom už hůře plnila svou hlavní funkci identifikovat konkrétní obec. Takto podobný znak ke znamení lounskému mělo před rokem 1400 město Písek. Na rozdíl od pozdějšího píseckého znaku ještě chyběl červený štítek s českým lvem a měsíc dorůstal, čili podobnost znaků s lounským byla značná. Pro možnost záměny se lze domnívat, že původní lounský znak se lišil od znamení na pečeti, což je u tehdejších českých měst známé.

### Počátky pozdějšího městského znaku

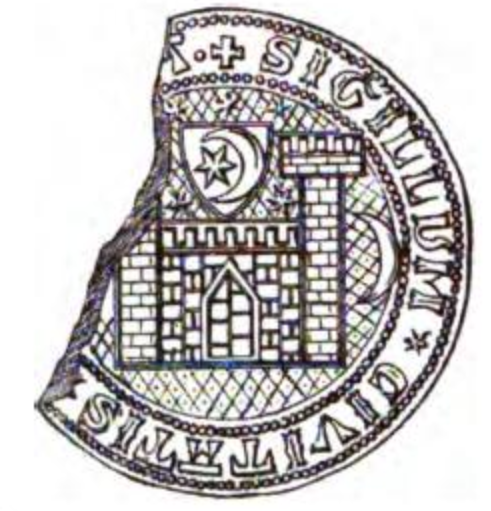
Kresba nejstarší dochované pečeti Loun dle jejího otisku z roku 1334

Figury na nejstarší dochované městské pečeti z roku nejpozději 1334 shodné už s uspořádáním dnešního znaku ještě stále nelze považovat z pohledu heraldiky za znak, ale pouze za znamení, protože postrádají ohraničení štítem. Louny ještě dlouho po první pečeti nevyužily možnost ohraničit svoje figury a vytvořit tak skutečný znak, kterou v té době už využívala jiná města.
Kdy došlo k položení kompozice z pečetě do štítu a vznikl tak současný městský znak, není jasné. Podle jedné teorie město znak obdrželo už od svého zakladatele Přemysla Otakara II., protože prý právě on ohradil město hradbami a dvěma branami, a proto je také položil do lounského znaku. Tato domněnka je ale dnešní odbornou veřejností odmítnuta. Další odhad předpokládá vznik znaku v době husitské. Česká města totiž vzešla z husitských válek jako sebevědomá, politicky posílená, nezanedbatelná mocenská síla a Louny patřily v té době mezi města nejvýznamnější jak politicky, tak hospodářsky. Tato změna postavení města si tak nepochybně vyžádala vznik městského znaku jako prostředku pro reprezentaci města. Město přitom svůj znak přijalo někdy před rokem 1462, nejspíše samo z vlastního rozhodnutí. Nedochovala se totiž žádná listina udělující nebo potvrzující městu jeho znak a neproběhla ani žádná změna pečetidel, která by při takovém aktu asi nastala.
Za nejstarší vyobrazení tohoto znaku je považována plastika, která se nachází v interiéru kostela svatého Petra, na svorníku klenby kněžiště. Výtvarně i heraldicky nepříliš vydařená plastika je snad z roku 1462, kdy dostal kostel nový krov.

### Menší lounský znak

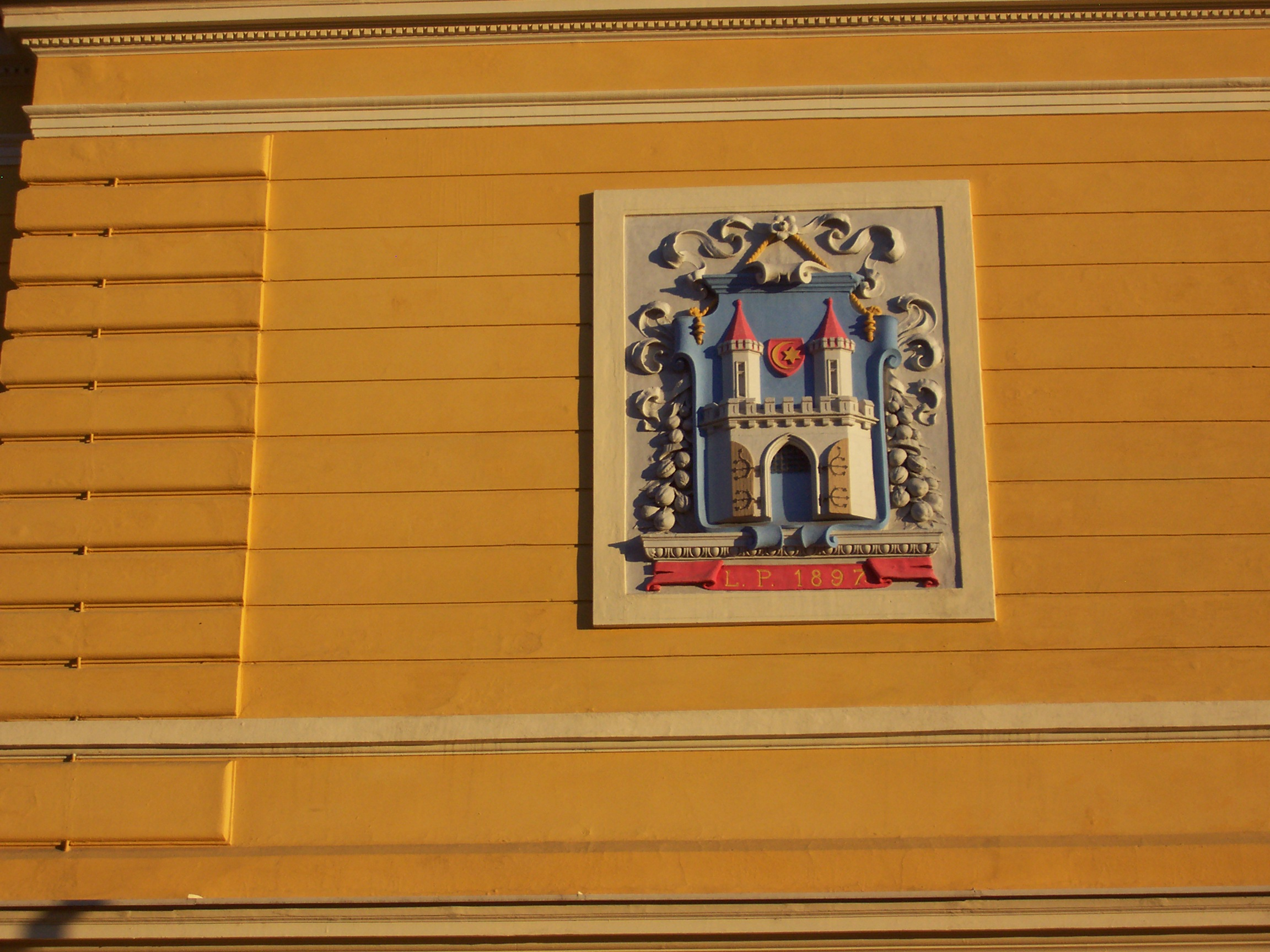
Reliéf se znakem města Loun na místní speciální škole

V Lounech byl několikrát požit motiv šestihroté hvězdy s dorůstajícím měsícem. Objevil se například na kostelních lavicích v chrámu svatého Mikuláše z konce 17. století, potom na razítku lounského magistrátu z druhé poloviny 18. století. Tento motiv, i když se třeba lišila strana měsíce nebo počet cípů hvězdy, byl použit také se štítkem, například ve výzdobě kladí portálu radnice z roku 1887 nebo na vazbě městské pamětní knihy z doby po první světové válce. Gotická podoba štítku pravděpodobně z období kolem roku 1462 je vyobrazena na jednom z opěrných pilířů závěru kostela svatého Petra. Tento štítek s měsícem a hvězdou měl významný český heraldik Karel Schwarzenberg za tzv. menší lounský znak a jako znak ho vnímali vzhledem k jeho užití asi i Lounští. Dnes už se tento menší lounský znak neužívá.
Existuje i domněnka, že by tento menší znak mohl být původním lounským znakem, jelikož by plnil mnoho předpokladů: byl jednoduchý, výrazný, adresný díky jména města uloženého ve figurách znaku, a heraldicky přijatelný díky praktické stránce, kdy by byl využitelný jak na korouhvích, tak na zbroji.

### Současný znak
Městský znak je definován obecně závaznou vyhláškou města č. 5/2005 z června 2005 „O symbolice a udělování poct města Loun“ (nahrazující vyhlášku 1/1999 s účinností od 1. srpna 2005).
Městský znak je tvořen modrým štítem, na němž je stříbrná kvádrová, dvakrát zalomená hradba. Na její střední rovné části jsou čtyři stínky a na postranních, stoupajících kosmo a šikmo, dvě stínky cimbuří. Uprostřed hradby je otevřená brána s vytaženou zlatou mříží. Za hradbou vynikají dvě šestihranné stříbrné kvádrové věže, každá se třemi stínkami cimbuří, červenou jehlancovou střechou se zlatou makovicí a jedním úzkým obdélníkovým oknem v prostřední ze tří viditelných stěn. Mezi věžemi je červený štítek, ve kterém leží zlatá šestihrotá hvězda a zlatý dorůstající měsíc. Grafické znázornění městského znaku je přílohou č. 1 této vyhlášky.
obecně závazná vyhláška města Loun O symbolice a udělování poct města Loun
Znak Loun není uveden v Registru komunálních symbolů (REKOSu), tam je uvedena pouze vlajka.

## Další užití znaku

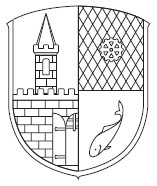
Heraldicky pravou částí znaku Pudlova je polovina lounského znaku

Znak města Loun figuruje ve znaku vsi Pudlov, dnes součásti moravskoslezského Bohumína. Místní přejali polovinu městského znaku do svého symbolu jako projev vděčnosti za poválečnou solidaritu, kterou jim lounští prokázali. Vesnice Paskov byla během druhé světové války vážně poškozena a lounští jí poskytli významnou pomoc ve formě mnoha sbírek. Kromě přijmutí poloviny znaku místní také pojmenovali jednu z ulic jako Lounská a část na hranici s vesnicí Vrbicí zvanou do té doby Na Granici přejmenovali na Louny.